# Karlheinz Deschner
Karlheinz Heinrich Leopold Deschner (ur. 23 maja 1924 w Bambergu, zm. 8 kwietnia 2014 w Hassfurcie) – pisarz i badacz autor 10-tomowego dzieła pt. Kryminalna historia chrześcijaństwa oraz wielu dzieł historycznych i artykułów z zakresu krytyki religii i Kościoła, uznany za współczesnego Woltera.

## Życiorys
Jego ojcem był katolik Karl Deschner zajmujący się leśnictwem i hodowlą ryb, a matką protestantka Margareta Reischböck.
W latach 1929–1933 uczęszczał do szkoły podstawowej w Trossenfurcie, później do seminarium franciszkańskiego w Dettelbach nad Menem i następnie (1934–1942) do Nowego Gimnazjum („Neues Gymnasium”; obecnie: Franz-Ludwig-Gymnasium) w Bambergu. W marcu 1942 zdał maturę, a następnie podobnie jak reszta klasy zaciągnął się na ochotnika do wojska. Walczył aż do kapitulacji III Rzeszy, kilkukrotnie odnosząc rany.
Studia zaczął zaocznie na wydziale leśnictwa Uniwersytetu Monachijskiego. W latach 1947–1951 studiował niemiecką literaturę współczesną, filozofię i historię. Studia zakończył w 1951 roku obroną pracy doktorskiej „Liryka Lenaua jako wyraz metafizycznej rozpaczy”. Z teologią miał do czynienia na studiach tylko przez około rok: słuchał wykładów z dziedziny prawa, teologii, filozofii i psychologii w Wyższej Szkole Filozoficzno-Teologicznej w Bambergu (obecnie Uniwersytet Ottona i Fryderyka w Bambergu).
W związku małżeńskim, który zawarł w 1951 z Elfi Tuch, urodziło się troje dzieci: Katja, Bärbel i Thomas.
W 1998 roku został laureatem nagrody im. Arno Schmidta, w 1993 otrzymał International Humanist Award i Alternativer Büchnerpreis. W 2001 przyznano mu nagrodę Erwina Fischera.
W 1971 roku stanął przed sądem w Norymberdze oskarżony o znieważanie Kościoła. Sąd nie dostrzegł okoliczności uzasadniających oskarżenie o zniewagę. W procesie zapadł wyrok uniewinniający.

## Twórczość
Jako pisarz uprawiał różne gatunki literackie (powieść, pamflet, aforyzm, rozprawa krytyczno-literacka, historyczna, filozoficzna). W 1956 roku wydał powieść Die Nacht steht um mein Haus, którą wywołał duże poruszenie.
Od 1958 roku publikował książki historyczne, krytykujące Kościół i religię.
Główne dzieła z tego zakresu to:
- Abermals krähte der Hahn (1962) (I znowu zapiał kur)
- Mit Gott und den Faschisten  (1965)
- Kirche und Faschismus (1968)
- Kirche und Krieg (1970)
- Das Kreuz mit der Kirche (1974) (Krzyż Pański z Kościołem)
- Opus Diaboli (1987) (Opus Diaboli)
- Die Politik der Päpste im 20. Jahrhundert (Polityka papieska w XX wieku)

Jest on także autorem książki pt. „Moloch: Krytyczna historia Stanów Zjednoczonych”, w której skupia się na mrocznych stronach historii USA (rzezie Indian, niewolnictwo, neokolonializm itp.).

### Kryminalna historia chrześcijaństwa
Od 1970 roku pracował nad dziełem swego życia Kriminalgeschichte des Christentums – Kryminalną historią chrześcijaństwa. Jest to praca zaplanowana na dziesięć tomów, mająca być przedstawieniem całych dziejów chrześcijaństwa w kryminalnym aspekcie. Skupia się głównie na negacji idei prymatu biskupa Rzymu, stosunku papiestwa i hierarchii kościelnej do wojny, politycznym zaangażowaniu duchowieństwa, polityce chrześcijańskich dynastii, królów i cesarzy, stosunku do innowierców, gospodarce i polityce finansowej Kościoła. Porusza ponadto zagadnienia fałszerstw, stosunku chrześcijaństwa do oświaty, kultury, kwestie cudów i relikwii w historii i interpretacji chrześcijaństwa.
Pierwszy tom serii ukazał się w 1986 roku. W języku niemieckim i angielskim wydano 10 tomów (w 2013 r. ostatni), w Polsce jedynie 5 pierwszych.
Tomy wydane w Polsce (ISBN 83-85732-59-4):
- t. I – Wczesne chrześcijaństwo (Gdynia 1998, ISBN 83-85732-58-6)
- t. II – Późna starożytność (Gdynia 1999, ISBN 83-85732-72-1)
- t. III – Kościół pierwotny. Fałszerstwa, ogłupianie, wyzysk i zniszczenie (Gdynia 2000, ISBN 83-85732-79-9)
- t. IV – Wczesne średniowiecze (Gdynia 2001, ISBN 83-85732-87-X)
- t. V – IX i X stulecie (Gdynia 2002, ISBN 83-85732-82-9)

W Polsce prace Deschnera wydawane były przez nieistniejące już Wydawnictwo Uraeus.

### Książki wydane w Polsce
- Krzyż pański z Kościołem, Gdynia: Uraeus, 1994. ISBN 83-85732-29-2.
- Opus Diaboli, Gdynia: Uraeus, 1995. ISBN 83-85732-16-0.
- Moloch, Gdynia: Uraeus, 1996. ISBN 83-85732-28-4.
- I znowu zapiał kur, t. 1–2, Gdynia: Uraeus, 1996, 1997. ISBN 83-85732-37-3.
- Polityka Papieska XX wieku, t. 1–2, Gdynia: Uraeus, 1997. ISBN 83-85732-41-1.
- Kryminalna historia chrześcijaństwa t. 1–5, Gdynia: Uraeus, 1998–2002. ISBN 83-85732-59-4.